# Bitva v Otrantské úžině (1917)
Bitva v Otrantské úžině bylo námořní střetnutí první světové války. Ráno 15. května 1917 napadlo Rakousko-uherské loďstvo protiponorkovou bariéru Otrantského průlivu. Tu vytvořily státy Dohody, aby v Jaderském moři zablokovaly nepřátelské ponorky. Bitva byla úspěchem rakousko-uherských lodí, které s minimem ztrát vážně narušily protiponorkovou bariéru. Válečné lodě Dohody přitom měly v bitvě výraznou materiální převahu, které ovšem nevyužily.

## Rakousko-uherské síly
Rakousko-uherské lodě vytvořily dvě útočné skupiny. První skupině velel admirál Miklós Horthy a skládala se z lehkých křižníků Helgoland, Novara (vlajková loď) a Saida. Druhé skupině velel fregatní kapitán Johannes von und zu Liechtenstein a tvořily ji torpédoborce třídy Tátra – Csepel a Balaton.
Krycí svaz tvořil pancéřový křižník Sankt Georg, torpédoborce Tátra, Warasdiner a torpédovky Tb 84 F, Tb 88 F, TB 99 M a Tb 100 M. Svazu velel kontradmirál Alexander Hansa. Druhý svaz, který byl v pohotovosti tvořila pobřežní obrněná loď Budapest a torpédovky Tb 86 F, Tb 91 F a Tb 95 F. Nasazeny byly i tři ponorky. Rakousko-uherské U 4 a U 27 hlídkovaly před Valonou a Brindisi, zatímco německá UC 25 u Brindisi položila minové pole.

## Napadení úžiny

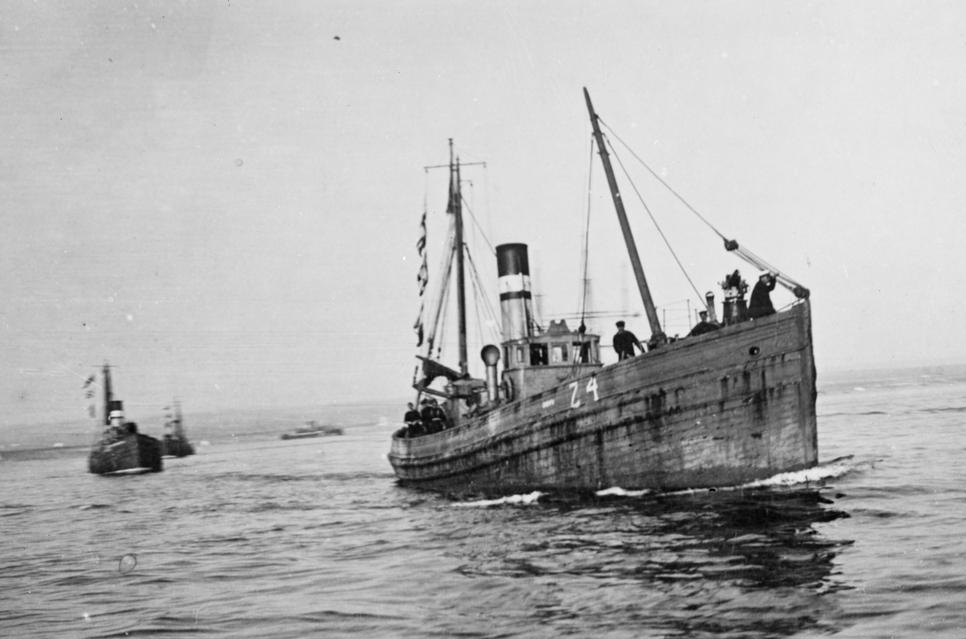
Britské trawlery

Aby bylo dosaženo co největšího účinku, měl každý z rakousko-uherských křižníků zaútočit v jiném sektoru. Csepel a Balaton společně pátraly po nákladních lodích. Dne 15. května ráno ve 3:00 oba torpédoborce u albánského pobřeží zpozorovaly a napadly malý italský konvoj. Potopily torpédoborec Borea a nákladní lodě Carroccio a Veritä. Nákladní loď Bersagliere se zachránila.
Rakousko-uherské křižníky se rozdělily a samostatně v různých místech napadly britské a italské trawlery střežící protiponorkovou bariéru (celkem jich bylo 47). Palbu zahájily v různých časech mezi půl pátou a pátou hodinou ranní. Potopily 14 trawlerů a tři poškodily. Další trawlery odpojily protiponorkové sítě a daly se na útěk. Například trawler Gowan Lee boj se silnějším protivníkem přijal, za což byl jeho kapitán Joseph Watt vyznamenán Viktoriiným křížem. Bariéra tak byla na několik týdnů narušena. Křižníky se poté opět spojily a začaly se z oblasti vzdalovat.

## Hlavní střet

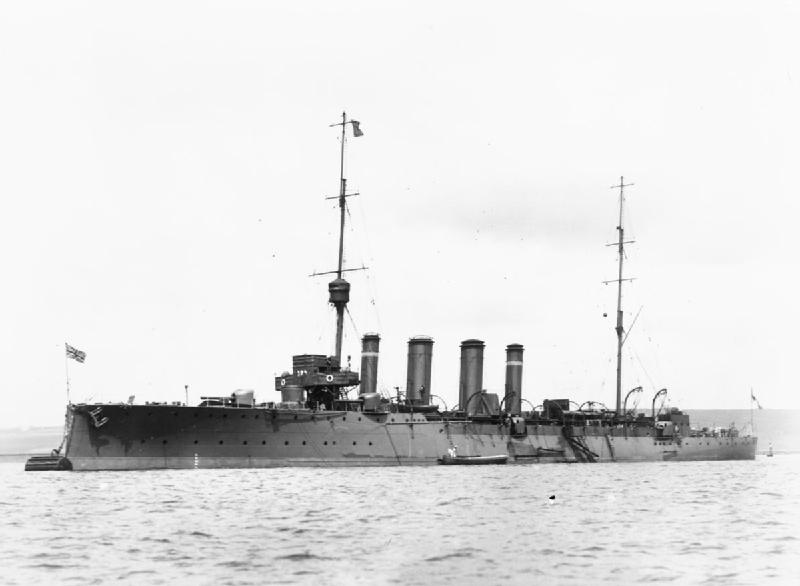
HMS Dartmouth

Zpráva o útoku na italský konvoj vyvolala nutnou reakci. Z Brindisi vyplula smíšená italsko-anglická eskadra, které velel kontradmirál Alfredo Acton. Tvořily ji britské lehké křižníky Dartmouth, Bristol a čtyři torpédoborce (ještě se k němu připojil velký torpédoborec Aquila). Další torpédoborce v oblasti byly upozorněny na přítomnost rakousko-uherských lodí.
Actonův svaz se nejdříve střetl s rakouskými torpédoborci, které z boje vyřadily torpédoborec Aquila. I přes jeho velkou převahu mu rakouské lodě unikly. Před sedmou hodinou potkaly rakouské křižníky čtyři dohodové torpédoborce. Došlo ke krátké přestřelce, po které torpédoborce zaujaly pozici za rakouským svazem a zdálky ho sledovaly. Krátce po deváté hodině narazily Horthyho křižníky na silnější Actonův svaz. I tentokrát však lodě Dohody promarnily šanci využít své výrazné převahy.
Palba britských křižníků poškodila nejprve Helgoland, na jehož přídi vypukl požár. Zasažena byla i Novara, dokonce byl vážně zraněn admirál Horthy. Po zásahu do strojovny Novara ztratila chod. V nejkritičtějším okamžiku se však Actonův svaz odpoutal. Kontradmirál Acton se totiž rozhodl spojit s dalším italským svazem (přestože i tak měl velkou převahu), který se blížil z Brindisi. Ztracený kontakt s rakouskými křižníky už ale nenavázal.
Saida vzala poškozenou Novaru do vleku a Helgoland kryl jejich ústup. Útoky italských torpédoborců byly neúspěšné. Brzy se navíc přiblížil krycí svaz s pancéřovým křižníkem Sankt Georg v čele, což italského velitele spolehlivě odradilo od dalšího boje. Rakouské lodě se tak mohly v pořádku vrátit do Boky Kotorské.

## Po bitvě

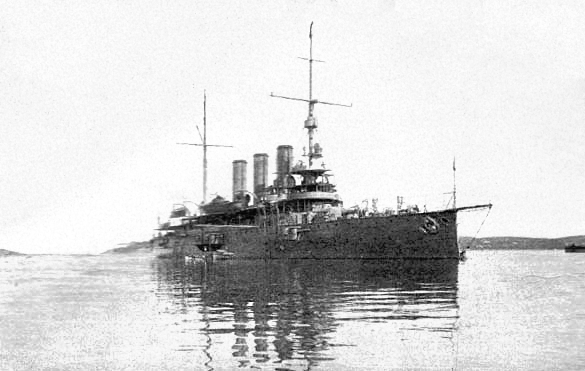
SMS Sankt Georg

Britský křižník Dartmouth během návratu torpédem těžce poškodila německá ponorka UC 25. Posádka loď nejprve opustila, nakonec se ji však podařilo odvléct do Brindisi. Z přístavu vyplulo na pomoc několik torpédoborců, z nichž francouzský Boutefeu najel na minu položenou UC 25 a potopil se.

## Závěr
Bitva v Otrantské úžině byla vítězstvím Rakousko-Uherska. Dohoda ztratila dva torpédoborce, čtrnáct trawlerů a dvě nákladní lodě. Křižník Darmouth, nákladní loď a tři trawlery byly poškozeny. Na rakouské straně byla vážněji poškozena pouze Novara. Rakousko-uherské ztráty činily 15 mrtvých a 31 raněných. Ztráty Dohody byly 76 mrtvých, 100 zraněných a 72 zajatých. Protiponorková přehrada byla na několik týdnů narušena. Poté byla přesunuta dále na jih, což ještě snížilo její beztak nízkou efektivitu.